# Museo de las Artes Universidad de Guadalajara
El Museo de las Artes de la Universidad de Guadalajara, también conocido como MUSA, es un museo ubicado en la ciudad de Guadalajara, Jalisco, México. Fue inaugurado el 10 de octubre de 1994 y ampliado en 2013. 
Su sede es un inmueble de valor patrimonial para la ciudad, puesto que en él se encuentran dos murales al fresco —realizados de 1935 a 1937— por el artista José Clemente Orozco. Estos se encuentran dentro del Paraninfo Enrique Díaz de León: El hombre creador y rebelde —en la cúpula— y El pueblo y sus falsos líderes —en los muros del estrado—.

## Antecedentes
El MUSA nace por el interés de destacar la importancia de contar con dos obras de José Clemente Orozco como parte del patrimonio cultural del Estado y de dar a la comunidad jalisciense un espacio de proyección cultural. El entonces rector de la universidad —Raúl Padilla López— promueve destinar la planta baja del Edificio de Rectoría General al Museo de las Artes.
En 1994 se habilitó como museo con 950 m² y una programación de exposiciones de arte contemporáneo nacional e internacional. Desde sus inicios, varios artistas nacionales e internacionales han expuesto su obra. Además de esto, el museo ha integrado una colección de arte propia con el paso del tiempo.

### Sus actores
En ese periodo inicial, el entonces Coordinador de Extensión Universitaria, Dante Medina, asignó como primer administrador del recinto a Francisco Barreda, quien dirigió actividades desde octubre de 1994 hasta marzo de 1995, organizando también la integración de la colección del recinto. En marzo de 1995 se nombra a María Asunción Ramírez como administradora, y en 1998 se incorporó Carlos Ashida como director del museo, ejerciendo su puesto por tres años. Posteriormente se reincorporó de nuevo como directora María Asunción Ramírez hasta el 31 de mayo de 2013.
Fue hasta el 28 de febrero de 2013 cuando el Consejo General Universitario de la Universidad de Guadalajara creó el dictamen que modifica el uso del inmueble conocido como “Edificio de la Rectoría General”, para dedicarlo a fines culturales. Con ello, es oficial el cambio de nombre para pasar a denominarse “Museo de las Artes de la Universidad de Guadalajara”. Con el cambio de uso del inmueble, en junio de 2013 se nombró a Maribel Arteaga Garibay como nueva directora.

## Edificio
En 1914 se le encomendó al ingeniero Alfredo Navarro Branca el proyecto de dos inmuebles que serían llamados Constitución y Reforma (actualmente el Museo de las Artes), y estarían proyectados para dedicarlos a la enseñanza primaria. La disposición formal y funcional de estos edificios responde a los cánones establecidos por el estilo ecléctico academicista, una corriente arquitectónica que tuvo su máximo exponente en la Francia decimonónica. El ecléctico de la segunda década del siglo XX en Guadalajara es un poco diferente a la del siglo anterior, que era un ecléctico más ortodoxo, aunque se advierten elementos ornamentales relacionados con el ecléctico francés, así como detalles del art nouveau, con elementos propios de este estilo en herrería, cantería, emplomados y argamasas decorativas.

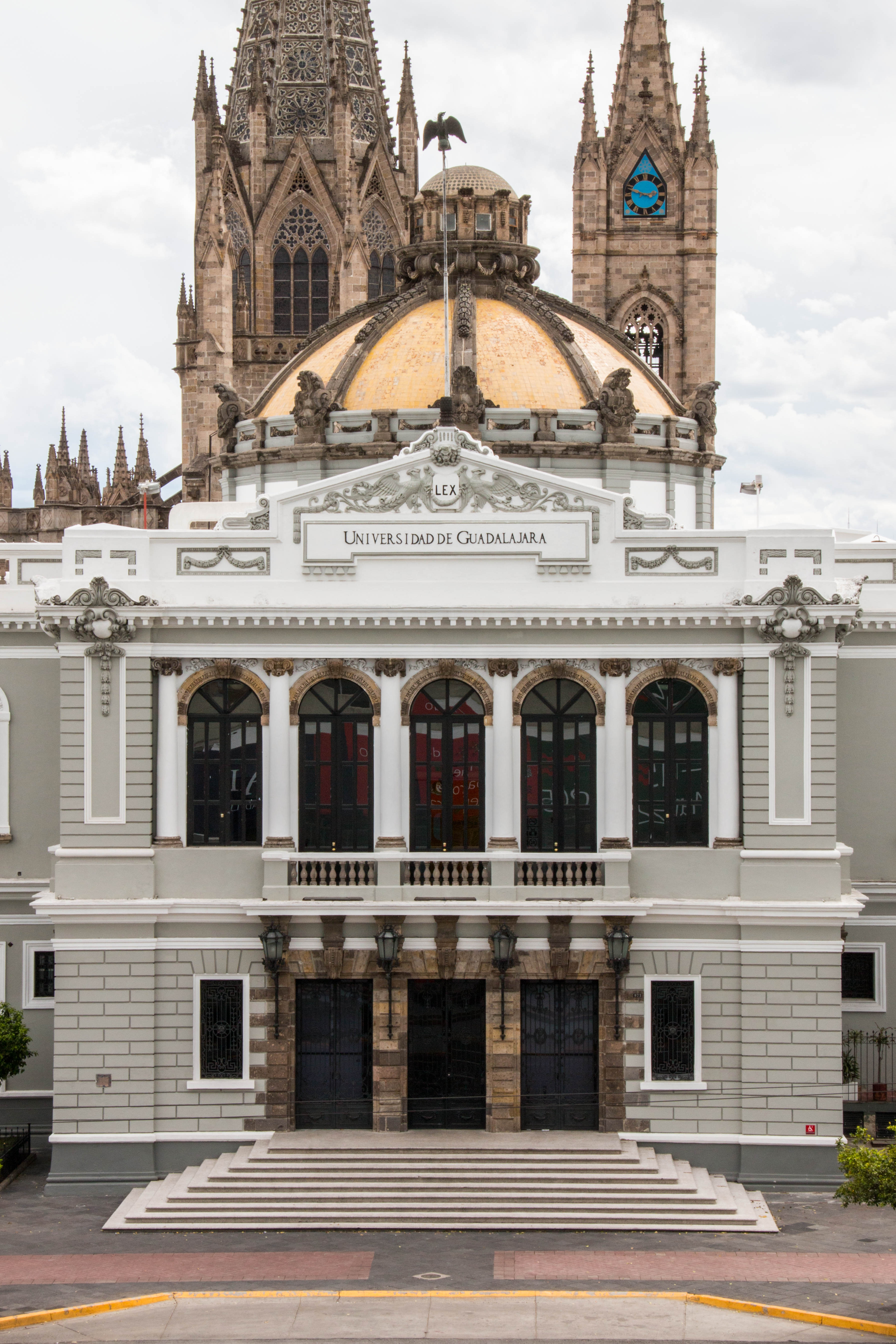
Fotografía de la entrada principal al Museo de las Artes de la Universidad de Guadalajara

El ingeniero Navarro Branca solamente alcanzó a edificar la fachada y una galera interior del edificio Reforma, por lo que en la última etapa de la construcción y remodelación participaron los arquitectos Aurelio Aceves y Rafael Urzúa. El edificio parte de la simetría clásica: cuatro fachadas, provistas cada una de un ingreso, proyectando escalinatas en la pendiente del promontorio y generando en el punto de coincidencia de las simetrías del espacio arquitectónico más importante: una gran cúpula central. La arquitectura universitaria —y de una parte de la ciudad de Guadalajara— es ejemplo de esa tendencia vanguardista en el estado y en el país, en donde se proyectaba la arquitectura del funcionalismo y el racionalismo, además que retomaba características de la arquitectura regional. Existe simetría en la disposición de los espacios y los volúmenes, tanto en las fachadas como en los interiores.
El gobierno de Jalisco pensaba trasladar al Congreso del Estado en las instalaciones del Palacio de Gobierno al Edificio Reforma, pero en 1934 esta construcción fue cedida a la Universidad de Guadalajara. En 1936, Urzúa diseñó y construyó una segunda cúpula independiente de la primera. Sobre ella, el extraordinario artista jalisciense José Clemente Orozco pintó los imponentes murales y en el testero del gran salón, que trasladan al lenguaje pictórico la tarea educativa de la Universidad. El 22 de julio de 1937 se establece oficialmente la Universidad de Guadalajara y el 20 de noviembre de ese mismo año el edificio fue oficialmente inaugurado, desde esa fecha sirvió como sede de la Rectoría General. En 1993, se realizan las adecuaciones en la planta baja para albergar al Museo Universitario de Arte (MUSA), se acondicionan salas de exposición, curaduría, el salón de actos Lola Álvarez Bravo y las oficinas administrativas del museo. Para el año 2013, el Consejo General Universitario determinó que el edificio fuera en su totalidad museo de arte. Para tal efecto, se realiza un proyecto conceptual de la utilización de los espacios que deberá contener en principio la mayor área como sala de exposiciones de arte contemporáneo, además de contar con una sala especial, en el ingreso de la entrada principal, para la exposición permanente de los trabajos previos a la pintura mural de José Clemente Orozco en el Paraninfo. Esta exposición estará compuesta por bocetos hechos por el muralista. Se destinará otro espacio a la Galería de Exrectores de la casa de estudios, desde su fundación hasta la fecha; y otro espacio importante para la Sala de Protocolo de la Universidad de Guadalajara, respetando en su totalidad el arte y la arquitectura del Paraninfo, que al día de hoy sigue funcionando como espacio representativo de la institución.
En el 2013, después de un periodo de remodelación de 5 semanas el Museo de las Artes de la Universidad de Guadalajara se amplió al doble para servir completamente como un museo, doblando su espacio de exposición gracias al traslado de las oficinas administrativas de la rectoría general y la vicerrectoría. Actualmente, el edificio del MUSA comprende poco más de 1,435 m². Tiene 14 salas de exposiciones temporales, dos salas para talleres, el auditorio Paraninfo Enrique Díaz de León (con un aforo total de 380 personas), una sala de conferencias, un patio de usos múltiples y una tienda.

### Paraninfo Enrique Díaz de León

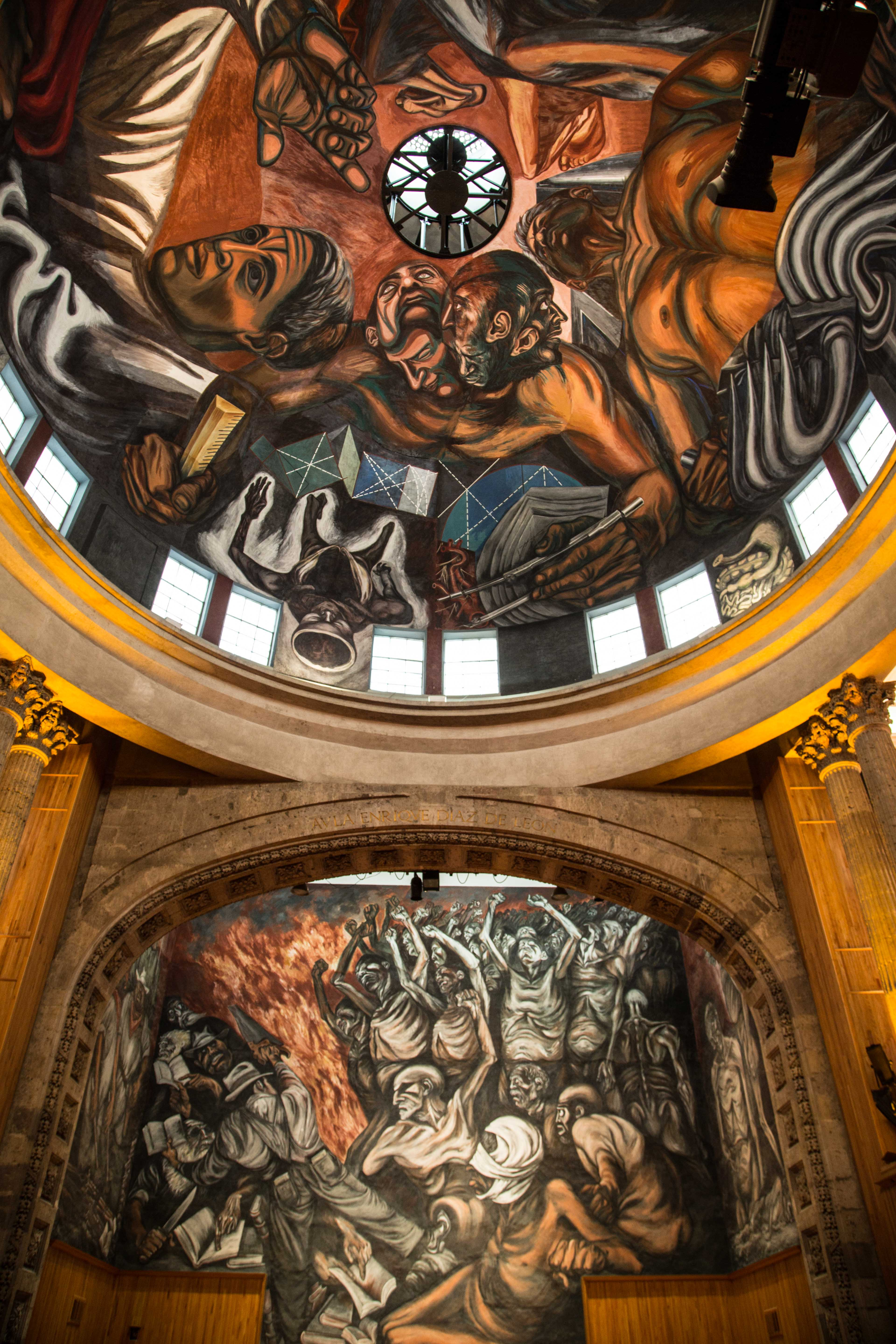
Fotografía de los murales de José Clemente Orozco del Paraninfo Enrique Díaz de León en el Museo de las Artes de la Universidad de Guadalajara

"El Museo de las Artes fue concebido a partir de los murales que José Clemente Orozco pintó en el  Paraninfo y éstos han sido desde entonces su eje rector."
A finales de 1935, el entonces gobernador de Jalisco, Everardo Topete, invitó a José Clemente Orozco a realizar murales en diferentes inmuebles relevantes en Guadalajara. Durante su estancia en Guadalajara de 1935 a 1939, realizó tres obras murales emblemáticas: la primera fue la cúpula y los muros del estrado del entonces Palacio Legislativo que se transforma en la sede de la Universidad de Guadalajara, la segunda fue la escalera principal del Palacio de Gobierno y la tercera la del Hospicio Cabañas.
Este espacio principal, Paraninfo, fue denominado Aula Enrique Díaz de León y era utilizado para llevar a cabo las sesiones del Consejo General Universitario, máximo órgano de gobierno de la Universidad, y como recinto para cátedras y homenajes solemnes. La palabra paraninfo es muy particular, pues entre los antiguos griegos el paranymphos (del prefijo para: al lado de, y nymphe: novia) era padrino de boda, quien ejercía como organizados de la ceremonia y se encargaba de recoger en un carro a la novia, de ahí su denominación. Al final de la Edad Media, cuando las universidades se independizaron de la iglesia, se usó al término paraninfo para designar al maestro de ceremonias, quien abría el cortejo en los actos solemnes. Posteriormente, la denominación pasaría a la sala en la que estos actos tenían lugar.
Orozco plasmó poderosas alegorías de la educación y la cosmovisión universal del hombre. Sus murales traducen al lenguaje pictórico la tarea educativa de la universidad. En la cúpula pueden apreciarse los componentes de esta casa de estudios el maestro, el estudiante, la técnica y el hombre bicéfalo pentafásico (dos cabezas y cinco rostros), que representan el arte y la ciencia, en oposición a lo que representa en el testero: la ignominia de la pobreza y la ignorancia de las masas manipuladas por falsas leyes y líderes espurios. Para la realización de su trabajo, Orozco realizó numerosos bocetos que quedaron como registro de su proceso creativo.  
El segmento mural de la cúpula aparece en diversas publicaciones con distintos nombres, como El hombre creador o El conocimiento. A Orozco no le importaba realmente bautizar sus obras, y fueron en gran medida sus amigos quienes le atribuían los títulos que les sugerían las imágenes que pintaba. Por ello, no sólo el caso de los murales del Paraninfo, sino en la mayor parte de su producción plástica, observamos en las publicaciones en que aparece su obra nombres distintos para los mismos segmentos murales. Lo que sí se conoce con certeza es que ambos murales dentro del Paraninfo fueron firmados y fechados en 1937.

#### El hombre creador y rebelde

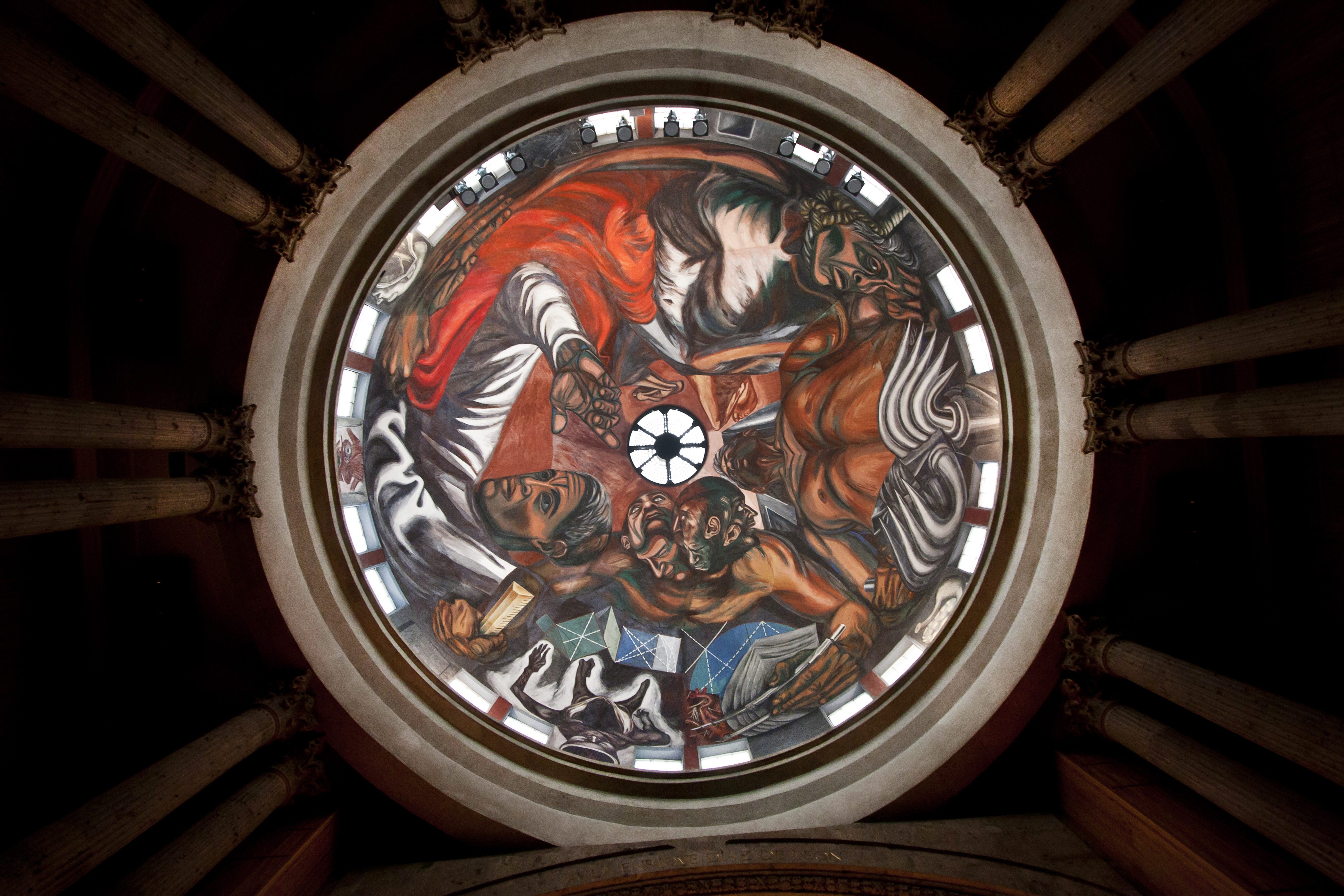
Fotografía del mural El hombre creador y rebelde de José Clemente Orozco en la cúpula del Paraninfo Enrique Díaz de León del Museo de las Artes de la Universidad de Guadalajara.

El hombre creador y rebelde es el segmento mural que José Clemente Orozco realizó sobre la cúpula del Paraninfo Enrique Díaz de León. El maestro optó por la técnica del fresco y aunque anteriormente había realizado obras murales utilizando dicha técnica, esta fue la primera vez que lo hace sobre una superficie cóncava. La técnica de la pintura mural al fresco es extremadamente difícil puesto que se deben tener conocimientos acerca de los materiales y de sus posibles reacciones químicas. También es necesario prever los tiempos de trabajo y de esta manera ser capaz de dividir el trabajo pictórico en "tareas". Los pigmentos se deben aplicar mientras la superficie está húmeda y se requiere un gran control sobre el cálculo y el trazo ya que resulta imposible hacer cualquier modificación posterior. Para realizar trabajo bajo esta técnica, es necesario preparar la superficie que será intervenida recubriéndola por una o varias capas de un empasto cubierto de cal y arena. Orozco trabajó con una mezcla de una proporción de dos partes de arena de río por una y media de cal viva en piedra. Empleó pigmentos minerales entre los que resaltan: los rojos de Venecia y de la India, el azul cobalto, el blanco de San Juan, el óxido de cromio, tierra verde, entre otros.
En la cúpula de 13.6 metros de diámetro interior y 5.5 metros de altura, logra suspender cuatro figuras humanas de sexo masculino, tres de ellas ascendentes. Estas representan acciones relacionadas directamente con las funciones esenciales de la Universidad como la docencia, la técnica, la ciencia y hasta la rebeldía. La selección de estos significados se da considerando el dominio categórico de Orozco en el manejo de colores y los aspectos psicológicos sobre el significado de ciertos elementos, es decir, el inconsciente colectivo. Se observa que tres de los hombres representados se encuentran desnudos, cuyo significado alude a la pureza física, moral, intelectual y espiritual. En el caso del ahorcado, éste nos remite al concepto de rebeldía, con un hombre que ha sido castigado por una acción y el hombre bicéfalo-pentafásico representa la ciencia con todas sus ramas.
- El sabio/científico (hombre-pentafásico)

Es el personaje más conocido del mural, posee cinco rostros que representan a hombres de edad madura y calvos, remitiendo a una lectura elemental "cada una de esas cabezas y rostros es una manifestación particular de lo uno". La figura elemental aparece desnuda y en su entorno hay varios elementos que indican una diversidad de funciones como los instrumentos de dibujo, escalimetro (mano derecha) y compás (mano izquierda) así como trazos geométricos (verdes y azules) que remiten a las ciencias exactas, con líneas y proyecciones trazadas en blanco. También se identifican elementos anatómicos como el corazón, el aparato digestivo y el pequeño cuerpo en escorzo con el cráneo trepanado representando a la medicina y, por último, unos pliegos de papel que evocan a la literatura y las leyes. Debajo de este hombre pentafásico se encuentra un cuerpo con una disección torácica y trepanación craneana el cual se extiende hasta la base en donde también se encuentra la representación de un aparato digestivo, la entrada a un túnel, trozos de carbón apilados, una cabeza con el cuello expuesto mostrando la yugular, así como la figura de un rostro tuerto.
- El obrero/técnico

Es un personaje robusto y de pelo cano musculoso que sujeta los controles de una máquina metálica fantástica y poderosa. La interpretación pudiera denotar una aparente oposición ideológica en cuanto a la diferencia que manifiesta el obrero sobre su entorno, pues su mirada fija indica la concentración absoluta en el trabajo. Su extrema verticalidad hace percibir orgullo por su quehacer, sin embargo, a pesar de esa supuesta indiferencia, el enlace que tiene con el rebelde a través de la fusión de su mano y la frente sugiere la espera del momento apropiado para integrarse al cambio, mediante un acto de rebeldía.
- El maestro

Se aprecia en el mural a un hombre vestido pulcramente de blanco; en este caso la interpretación no se inclina hacia el ocultamiento de algo al no estar desnudo como los otros, sino que el color de su camisa tiene un significado preciso: es el color del candidus, esto es, "el candidato que va cambiar la condición"; aspecto correlacionado con la función del personaje que lo porta: el maestro. Levanta el brazo derecho con el dedo índice y su mano izquierda parece fusionarse al brazo del rebelde.
- El rebelde

Es la única figura que parece caer y está invertida (de cabeza), a través de las manos se une al maestro. El significado de esto al consultar un diccionario especializado de símbolos tiene la siguiente lectura: (...) poner nuestras manos en las de otro es remitir nuestra libertad, o sobre todo, desistir de ella confiándola; es abandonar nuestro poder". Orozco refuerza esta idea a partir de la fusión de ambas manos, ya que parten de una sola muñeca, es por lo tanto un ejercicio estético maduro, producto de su gran capacidad creativa, ya que, originalmente las figuras estaban aisladas (como se puede observar en los bocetos del pintor). Este rebelde ahorcado resulta un ser místico por excelencia. El personaje tiene cubierto su antebrazo izquierdo con un manto rojo, el cual es empuñado por la mano derecha; al consultar el significado de los tres signos: ahorcado-manto-rojo, se tiene que, por un lado, la capa o manto es identificada con la persona que lo lleva. Existe la creencia que este manto tiene una función especial: transmitir los conocimientos de su propietario a la persona elegida. La elección del color (rojo) está asociada al conocimiento esotérico, prohibido a los no iniciados y además simboliza el poder de la regeneración.

#### El pueblo y sus falsos líderes

Fotografía del mural El pueblo y sus falsos líderes de José Clemente Orozco del Paraninfo Enrique Díaz de León en el Museo de las Artes de la Universidad de Guadalajara

Este mural está ubicado en el estrado del Paraninfo y se estructura con base en la oposición de líderes y masa. La "masa" son hombres esqueléticos, mudos y ciegos que levantan sus brazos en señal de protesta contra los "líderes", vestidos como obreros (con overoles), de apariencia grotesca, que a su vez repelen el ataque del pueblo enardecido. Está compuesto por tres paneles:
- Panel izquierdo

Se observa la representación de un miembro del ejército y dos obreros obesos con actitud desafiante, estos portan unos marros y uno de ellos lleva una pistola a la cintura. A sus pies están dispuestos algunos rifles que rivalizan con libros que se encuentran a un lado.
- Panel central

En un fondo en llamas —figura recurrente en la obra orozquiana— figuran personajes sosteniendo libros señalando de manera insistente su contenido. Dos de ellos llevan en la mano un serrucho y un cuchillo y este grupo se encuentra contrapuesto a una masa desnuda, famélica y alebrestada.
- Panel derecho

Se encuentra un grupo de personas miserables: dos adultos (uno de rodillas y otro de pie) y a sus pies un niño tendido, posiblemente muerto o enfermo.

## Colección MUSA
La Colección MUSA comenzó a reunirse en 1994 para formar un testimonio sobre el florecimiento artístico que Guadalajara experimentó durante los años 80 y los inicios de los 90 del siglo XX. El criterio de selección fue muy específico: las obras tenían que ser de artistas originarios de Jalisco —o radicados en la entidad— que, ya fueran destacados o emergentes, estuvieran activos al momento de la adquisición y que contaran con una producción avalada por su calidad y originalidad. Esta colección que le dio origen surge con un lote de pinturas y esculturas fechadas entre 1981 y 1994.  Al paso de los años, a las piezas del acervo fundacional se incorporaron las creaciones de algunos autores nacionales y extranjeros, bajo el criterio de que las obras presenten una excelencia en el dominio del oficio, además de una sensible y creativa propuesta estética. Se han ido incorporando piezas al acervo, ya sea por donación o por adquisición. Uno de los requisitos indispensables es que los autores cuenten con una sólida trayectoria dentro de su disciplina así como de un riguroso conocimiento técnico en su área artística.
La colección del Museo de las Artes no pretende erguirse en la verdad absoluta sobre qué vale y trasciende en el arte contemporáneo, sin embargo, tiene la certeza de que sí representa una pluralidad de estilos y tendencias de incuestionable calidad, reconocida por propios y extraños.
Actualmente, la colección del MUSA consta de más de 100 obras y está conformada por obras de distinta técnica y formato de los más significativos artistas jaliscienses o radicados en la entidad y también de artistas nacionales e internacionales. Además de ser una colección en crecimiento, se ha convertido en una valiosa fuente de información para los estudiosos del arte nacional y local, e incluso algunas de sus piezas han formado parte de importantes exposiciones, tanto locales como nacionales, cuyo objetivo ha sido revisar distintas vertientes estilísticas del arte mexicano contemporáneo. Este importante patrimonio universitario que abarca obras de diferentes temporalidades y vertientes del arte está disponible para el disfrute de la población en general.
La colección se conforma por obras de artistas como: Abel Galván, Alejandro Colunga, Alejandro Fournier, Alejandro Nava, Alessandra Parachini, Ana Luisa Rébora, Antonio Pinto, Antonio Ramírez, Arnold Belkin, Benítez, Benito Zamora, Carlos Medina, Carlos Pez, Carlos Vargas Pons, Carmen Bordes, Cecilia Márquez, Consuelo Velázquez, Cornelio García, Dagmara Wyskel, Daniel Kent, Davis Birks, Diego Medina Rosas, Dolores Ortiz, Domitila Domínguez, Eduardo Jonquéres, Enrique Rico, Ernesto Flores, Estanislao Contreras, Estela Hussong, Fernando de la Mora, Fernando González Gortazar, Francisco Morales, Francisco Rodríguez "Caracalla", François Dolmtesch, Gabriel Flores, Gabriel Mariscal, Georgina Quintana, Gil Garea, Guadalupe Sierra, Gustavo Pérez, Héctor Nájera, Héctor Navarro, Ismael Vargas, Jaime Tafoya, Javier Arévalo, Javier Campos Cabello, Javier Cárdenas Tavizón, Jorge Martínez, José Fors, José Guadalupe Zuno, Juan José Ávila (Kraeppellin), Judith Gutiérrez, León Chávez Teixeiro, Leticia Tarrago, Lorenza Aranguren, Lucía Maya, Luis Castellanos, Luis Valsoto, Manuel Álvarez Bravo, Manuel Sandoval, Marcos Huerta, Mario Martín del Campo, Mario Medina, Martha Pacheco, Miguel Ángel López Medina, Mohamed Abou El-Naga, Nieto, Paul Nevin, Paulino Cobian, Pedro Escapa, Penelope Downes, Rafael Zamarripa, Ramiro Torreblanca, Renata Petersen, Ricardo Pinto, Roberto Márquez, Roberto Pulido, Roberto Rébora, Rosalba Espinoza, Rubén Méndez, Salvador Rodríguez, Samuel Melendrez, Santino Escatel, Sergio Arau, Sergio de Castro, Sergio Garval, Sergio Telles, Tomás Coffeen, Ulises González Gutiérrez, Víctor Hugo Pérez, Víctor Palomino, Jacob Vilató.

## Programa educativo
El MUSA propone a sus visitantes diferentes actividades impartidas por personal capacitado que le permitirán disfrutar de las piezas y obras que se exhiben el museo, al tiempo de brindarle una experiencia significativa y de aprendizaje. Entre las actividades se encuentran:
- Visitas guiadas gratuitas: Recorridos guiados tanto a las exposiciones temporales como al Paraninfo Enrique Díaz de León (con una amplia explicación sobre los murales de José Clemente Orozco).
- Visitas guiadas temáticas: Se pueden realizar para diferentes grupos e instituciones educativas, propiciando un ambiente de observación, diálogo y reflexión en un ambiente de aprendizaje constructivo. Mediante visitas a las diferentes exposiciones permanentes y temporales del museo, se busca la apreciación y disfrute del arte así como el acompañamiento a la currícula en cada uno de los niveles educativos.[10]
- Programa de artista en residencia.
- Recorridos guiados en Lengua de Señas Mexicana (LSM): Se ofrecen de manera trimestral con el fin de promover y apoyar las estrategias de inclusión y apertura de comunicación, en colaboración con el Programa de Universidad Incluyente.
- Recorridos guiados para personas con debilidad visual.
- Diferentes actividades educativas y culturales: conferencias, presentaciones de libros, conciertos y talleres, entre otras.
- Foro de museos: Realizado de forma anual desde 2015 en el marco del Día Internacional de los Museos.

El MUSA forma parte de la asociación de miembros de la red de museos del ICOM, que está integrada por 40.000 miembros de 141 países.